# Mihai Aniței
Mihai Aniței (n. 18 octombrie 1948, Brăești, Botoșani) este un psiholog român contemporan, profesor doctor la Facultatea de Psihologie și Științele Educației din cadrul Universității din București unde predă Fundamentele psihologiei, Istoria psihologiei, Personalitate și profesie, Abodări moderne în cercetarea de marketing și comportamentul consumatorului, Modele actuale de abordare în psihologia traficului rutier și Analiza și prevenirea accidentelor. În perioada 2006-2011 a condus Departamentul de psihologie din cadrul Facultății de Psihologie și Științele Educației, Universitatea București, iar în perioada 2012-2016 a coordonat Școala Doctorală din cadrul aceleiași facultăți și a fost membru CNATDCU Arhivat în 28 iunie 2017, la Wayback Machine., Comisia de Psihologie.
În prezent este profesor asociat la Universitatea ”Titu Maiorescu”, fiind titular al cursurilor Fundamentele psihologiei, Psihologia personalității, Psihologie experimentală, Personalitate și comportament.
Este doctor în psihologie, iar în perioada 2009-2017 a fost președintele Colegiului Psihologilor din România.

## Contribuții științifice
Mihai Aniței a publicat de-a lungul carierei sale ca psiholog și cadru universitar mai multe lucrări de referință. Dintre lucrările sale de marcă se pot aminti:
- Psihologia personalității aviatorului, Ed. Press Mihaela SRL, București, 2000;[1]
- Introducere în psihologie experimentală (ediția I), Ed. Viața Românească, București, 2000.[2]
- Introducere în psihologia experimentală ( ediția a II a revizuită și adăugită ), Ed.LivPress, București, 2004;
- Istoria psihologiei, Ed. Psihomedia, Sibiu, 2007;
- Psihologie experimentală, Ed. Polirom , Iași, 2007;[3]
- Istoria psihologiei, editia a II a revizuită și adăugită, Ed. Psihomedia, Sibiu, 2009
- Fundamentele Psihologiei, Ed. Universitară, București, 2010;[4]
- Fundamentele Psihologiei (Psihologia stimulării și reglării comportamentului), Ed. Credis, București, 2009;
- Psihologia în transporturi, Ed. Credis, București, 2009;
- Psihologie experimentală, Ed. Credis, București, 2006;
- Fundamentele psihologiei (Mecanisme psihice cognitive), Ed. Credis, București, 2005;
- Istoria psihologiei, Ed. Credis, București, 2005.

Manuale:
- Psihologie ( coord. M.Zlate ), manual pt clasa a X a, Ed. Aramis, 2005, cap. “Gandirea”, “Comunicarea si limbajul”, “Vointa”, “Temperamentul”, “Caracterul”;

Coautor cărți:
- Introducere in tehnica interviului, Ed Livpress, Bucuresti. Chraif M., &  Aniței, M. (2010);
- Ghid de practică psihologică pentru studenti. Cabinete de psihologie si Clinica de psihiatrie, Ed Universitară, Bucuresti. Aniței, M.,Trifu, S. & Chraif M., (2010);
- Introducere in psihologia transporturilor, Ed Livpress, Bucuresti. Aniței, M., & Chraif, M.. (2010)
- Psihologia în transporturi. Ed Universitară, București. Chraif, M.,&  Aniței, M. (2013);
- Metoda interviului in psihologia organizationala si resurse umane. Ed Polirom, Iași. Chraif, M. & Aniței, M. (2011).

Coordonator volume:
- Centenary of Psychology at the University of Bucharest, 1906-2006, (in colaborare cu Marian Popa, Cornel Laurentiu Mincu si Ana Maria Pap), Proceedings of International Conference, Bucharest, October 26th-29th, Ed. Universitatii Bucuresti, 2007;
- Tendinte si orientari moderne in psihologia educatiei, (in colaborare cu Valeria Negovan, Cretu Tinca, si Nicolae Mitrofan, Ed. Universitara, Bucuresti, 2007, Lucrarile Simpozionului International “Teorie si practica in profesionalizarea psihologului scolar/educational, o provocare pentru mileniul III”, Bucuresti, 25-28 sept 2006;
- Proceeding of International Conference PSIWORLD 2013, Volume 78, Pages 1-762 (22 May 2014) Edited by Cristian Vasile, Mihai Anitei and Mihaela Chraif, http://www.sciencedirect.com/science/journal/18770428/127;
- Proceeding of International Conference PSIWORLD 2012, Volume 78, Pages 1-762 (13 May 2013) Edited by Cristian Vasile, Mihai Anitei and Mihaela Chraif, http://www.sciencedirect.com/science/journal/18770428/78;
- Proceeding of International Conference PSIWORLD 2011, Volume 33, Pages 1-1086 (2012), Edited by Mihai Anitei, Mihaela Chraif and Cristian Vasile.:  http://www.sciencedirect.com/science/journal/18770428/33;
- The proceedings of the International Conference “Psychology and the realities of the Contemporary world”, first Edition, Bucharest, November 2010, Publisher; Editura Universitară, ISBN 978-606-591-289-2. Aniței, M., Chraif, M., Cazan A.M., Francesco, D., Stan, M.M., & Truță, C. Cord. (2011).

Articole recente:
- Chraif, M., Aniței, M., Burtăverde, V., și Mihăilă, T. (2015). The link between personality, aggressive driving, and risky driving outcomes–testing a theoretical model. Journal of Risk Research, 1-18.
- Chraif, M., Dumitru, D., Aniței, M., Burtăverde, V., & Mihăilă, T. (2015). Developing of an English Version of the Aggressive Driving Behavior Test (AVIS). Improving the Construct Validity of Aggressive Driving. Current Psychology, 1-10.
- Aniței, M., și Bîrsan, A. (2015). Personality Traits, Attitude Toward Faculty and Socioeconomic Status Predictors for the Academic Performances. Procedia-Social and Behavioral Sciences, 180, 1555-1561.
- Aniței, M., Cojocaru, F., Burtaverde, V., și Mihaila, T. (2015). Differences in Academic Specialization Regarding Stressor Perception, Coping and Stress Effects Perception in Young Students. Procedia-Social and Behavioral Sciences, 203, 433-437.

- Aniței, M., Chraif, M., & Ioniță, E. (2015). Gender Differences in Workload and Self-perceived Burnout in a Multinational Company from Bucharest. Procedia-Social and Behavioral Sciences, 187, 733-737.
- Aniței, M., Birău, M., Chraif, M., Burtăverde, V., și Mihăilă, T., (2014). Social Context Differences in Aggressive Behavior Perception between Police Officers Working in Offices and Police Officers working in the field. Procedia-Social and Behavioral Sciences, 127, 872-877.
- Aniței, M., Burtăverde,V., Mihăilă, T., Chraif, M., și Georgiana, D., (2014). Differences in perception of work related stressor, physical and mental health between a beauty company and a design, consultancy and management in transport infrastructure company. Procedia-Social and Behavioral Sciences, 128, 223- 227.
- Aniței, M., Chraif, M., Sandu, M.C., (2014). Gender Differences in Traffic Risk assuming and short term memory related to traffic situations. Procedia-Social and Behavioral Sciences, 127, 907-912.
- Chraif, M., Aniței, M., Daniță, C.D., Burtăverde, V., Mihăilă,T., (2014). Differences in Multiple Response Stimuli Regarding two eyes versus one eye vision in an executive motor task- A pilot study. Procedia-Social and Behavioral Sciences, 128, 251-255.
- Dumitru, D., Chraif, M., Aniței, M., (2014). Motivation and Cognitive Tasks.  Correlative study between genders. Procedia-Social and Behavioral Sciences, 828-833.
- Chraif, M., Dumitru, D., Aniței, M., (2014). Are short term figural memory and visual representation, transformation of spatial concrete form related? A pilot study. Procedia-Social and Behavioral Sciences, 127,  840-846.
- Aniței, M., Dumitru, D., Chraif, M., (2014). Inductive Reasoning and Visual Memory. A pilot study. Procedia-Social and Behavioral Sciences,127, 834-839.
- Aniței, M., și Curelea, M.,  (2014).  Study regarding the influence of subliminal messages on product choice. Romanian Journal of  Experimental Applied Psychology, 5(4), 54-72.
- Aniței, M., Chraif, M., Burtăverde și Mihăilă, T., (2014). The Big Five Personality Factors in the Prediction of Aggressive Driving Behavior Among Romanian Youngsters. International Journal of Traffic and Transportation Psychology, 2(1), 7-20.
- Aniței, M., și Popescu, A., (2014). Gender differences regarding aggressively behavior, perceived stress and coping strategies at amateur drivers. International Journal of Traffic and Transportation Psychology, 2(2), 47-59.
- Aniței, M., Burtăverde, V., Mihăilă, T., (2013) Personality Factors in the prediction of consumer complain behavior regarding the restaurant industry. The moderation effect of positive emotions. Revista de Psihologie, 59(4), 285-292.

## Acuzații de corupție
La data de 24 martie 2017, Mihai Aniței, președinte al Colegiului Psihologilor din România, a fost trimis în judecată de DNA sub învinuirea de conflict de interese și deturnare de fonduri europene. Acesta și-ar fi atribuit contracte însuși cât și soției în sume de peste 300.000 lei, prezentând date neconforme cu realitatea Agenției Naționale de Ocupare a Forței de Muncă, în cadrul unor proiecte finanțate de F.S.E. (Fondul Social European).